# 1862 год в литературе

## Книги
- «Грех да беда на кого не живёт» — пьеса Александра Островского.
- «Комедия любви» — произведение Генрика Ибсена.
- «Отцы и дети» — роман Ивана Тургенева.
- «Саламбо» — исторический роман Гюстава Флобера.
- «Скверный анекдот» — рассказ Фёдора Достоевского.
- «Отверженные» — роман Виктора Гюго.

### Литературоведение
- «История литературы древнего и нового мира», составитель В. Д. Костомаров, редактор А. П. Милюков.

## Родились
- 25 января –  Рамабай Ранаде, индийская писательница  (умерла в 1924 г.)
- 26 февраля — Александр Киндерфрайнд, польский прозаик, драматург, афорист (умер в 1940 или 1941 г.)
- 30 мая — Константин Михайлович Фофанов, русский поэт (умер в 1911).
- 13 июля — Николай Александрович Рубакин, русский книговед и библиограф (умер в 1946).
- 1 августа — Монтегю Родс Джеймс, английский писатель (умер в 1936).
- 29 августа — Морис Метерлинк (Maurice Polydore Marie Bernard Maeterlinck), выдающийся бельгийский поэт, драматург и философ, лауреат Нобелевской премии по литературе 1911 года (умер в 1949).
- 11 сентября — О. Генри (O. Henry), настоящее имя Уильям Сидни Портер), американский писатель (умер в 1910).
- 24 сентября — Жулия Лопеш де Алмейда, бразильская писательница (умерла в 1934).
- 7 ноября — Грегуар Леруа, бельгийский поэт, писатель и критик (умер в 1941).
- 25 декабря — Семён Яковлевич Надсон, русский поэт (умер в 1887).
- 26 декабря — Александр Валентинович Амфитеатров, русский писатель, публицист, литературный и театральный критик, драматург (умер в 1938).

## Без точной даты
- Мэри Кингсли, английский этнолог и туристическая писательница (умерла в 1900)
- Роман Майорга Ривас, сальвадорский поэт, журналист (умер в 1925).

## Умерли
- 24 февраля — Ингеманн, Бернхард Северин, датский писатель, поэт и драматург (род. в 1879).
- 2 марта — Иван Иванович Панаев — русский писатель, литературный критик, журналист (родился в 1812).
- 22 марта — Жан-Мари Рагон, французский писатель (родился в 1781).
- 1 мая — Алеш Бальцарек, чешский поэт (родился в 1840).
- 4 июля — Франциска Христиана Иоганна Фридерика Тарнов, немецкая писательница, переводчица и педагог (род. в 1779)[1].
- 15 сентября — Людвик Кондратович, польский поэт, переводчик, драматург (родился в 1823).